# 수태고지

레오나르도 다 빈치의 수태고지

수태고지(受胎告知, 개신교), 또는 성모영보(聖母領報, 라틴어: Annunciatio, 가톨릭), 성모희보(聖母喜報, 동방정교회)는 그리스도교의 신약성서에 쓰여 있는 일화 가운데 하나로, 예수의 어머니 성모 마리아에게 가브리엘이 찾아와 성령에 의해 처녀의 몸으로 예수 그리스도를 잉태할 것이라고 고하고, 또 마리아가 그것에 순명하고 받아들인 사건을 말한다.
성모 공경 사상을 배경으로 삼은 그리스도교 문화권의 예술 작품 중에서 반복적으로 이용되는 모티브이기도 하다.
이 사건을 기념하는 의식은 동방 교회에서 먼저 시작되었으며, 중세 즈음에 서방 교회에 전해졌다. 오늘날에도 동방 정교회나 로마 가톨릭교회 등에서는 3월 25일을 이 사건의 축일로 지정하여 기념한다.

## 복음서에서의 기술
수태고지에 대한 내용은 신약성서의 루가의 복음서 1장 26절~38절에 서술되어 있다(공동번역성서):

26 엘리사벳이 아기를 가진 지 여섯 달이 되었을 때에 하느님께서는 천사 가브리엘을 갈릴래아 지방 나자렛이라는 동네로 보내시어 27  다윗 가문의 요셉이라는 사람과 약혼한 처녀를 찾아 가게 하셨다. 그 처녀의 이름은 마리아였다. 28 천사는 마리아의 집으로 들어 가 “은총을 가득히 받은 이여, 기뻐하여라. 주께서 너와 함께 계신다.” 하고 인사하였다. 29 마리아는 몹시 당황하여 도대체 그 인사말이 무슨 뜻일까 하고 곰곰이 생각하였다. 30 그러자 천사는 다시 “두려워하지 말라. 마리아, 너는 하느님의 은총을 받았다. 31 이제 아기를 가져 아들을 낳을 터이니 이름을 예수라 하여라. 32 그 아기는 위대한 분이 되어 지극히 높으신 하느님의 아들이라 불릴 것이다. 주 하느님께서 그에게 조상 다윗의 왕위를 주시어 33 야곱의 후손을 영원히 다스리는 왕이 되겠고 그의 나라는 끝이 없을 것이다.” 하고 일러 주었다. 
34 이 말을 듣고 마리아가 “이 몸은 처녀입니다. 어떻게 그런 일이 있을 수 있겠습니까?” 하자 35 천사는 이렇게 대답하였다. “성령이 너에게 내려 오시고 지극히 높으신 분의 힘이 감싸 주실 것이다. 그러므로 태어나실 그 거룩한 아기를 하느님의 아들이라 부르게 될 것이다. 36 네 친척 엘리사벳을 보아라. 아기를 낳지 못하는 여자라고들 하였지만, 그 늙은 나이에도 아기를 가진 지가 벌써 여섯 달이나 되었다. 37 하느님께서 하시는 일은 안 되는 것이 없다.” 38 이 말을 들은 마리아는 “이 몸은 주님의 종입니다. 지금 말씀대로 저에게 이루어지기를 바랍니다.” 하고 대답하였다. 그러자 천사는 마리아에게서 떠나 갔다. 

## 구약성서의 언급
신약성서에 기술된 수태고지는 구약성서 중에서 이사야서 7장 14절에 나오는 예언을 근거로 하고 있다.
이사야 7:14 (공동번역성서)
그런즉, 주께서 몸소 징조를 보여주시리니, 처녀가 잉태하여 아들을 낳고 그 이름을 임마누엘이라 하리라.
임마누엘은 '하느님은 우리와 함께 계시다'라는 뜻으로, 장차 탄생할 메시아의 이름으로 사용되었다.

## 미술
여러 작품들에서는 수태고지를 받는 마리아를 표현할 때 대부분 독서중인 모습을 그리나, 종종 실을 뽑는 모습으로 그려내기도 한다. 그 옆에는 순결의 상징인 하얀 백합이 놓여 있으며, 대천사 가브리엘이 백합을 손에 드는 경우도 있다. 두 사람 위에는 천국으로부터 내려오는 빛이나 비둘기로 형상화된 성령이 그려지는 것이 많아, 성령에 의하여 잉태한다는 사실을 상징한다.
동방 정교회에서는 이코노스타시스 문에 이 장면을 그리는 경우가 많다. 다만, 구도상 좌우의 문에 대천사와 성모를 나누어 배치하고자 비둘기 등 성령을 나타내는 상징은 생략하는 경우가 많다. 또 이것과는 별도로 한 장의 성화상에 이 장면을 그린 것도 있다. 이 경우에는, 마리아가 실내에 있다는 것을 나타내는 집이 배경으로 그려져 있으며 또 성부를 상징하는 둥근 빛이 중앙 상단의 하늘에 그려져 있는데, 그곳으로부터 성령을 상징하는 빛이 내려오는 경우도 많다.
중세의 작품으로서는, 랭스 대성당의 조상이나 시모네 마티니의 제단화가 유명하다. 르네상스기에는 과연 천상과 지상의 해후라는 르네상스적인 성격이 선호되어 가장 인기가 많은 주제 가운데 하나가 되었다. 산 마르코 수도원에 프라 안젤리코가 그린 벽화, 레오나르도 다 빈치가 그린 회화 등이 걸작으로서 유명하다.
그 밖에도 산드로 보티첼리, 라파엘로, 티치아노 등 여러 명의 화가가 이 주제의 그림을 그렸다.

## 같이 보기
- 원죄 없는 잉태
- 테오토코스
- 성모 승천